# Хироясу Кога
Хироясу Кога (на японски: 古賀浩靖; Koga Hiroyasu) е японец, бивш член на „Татенокай“ и кайшакунин, обезглавил Юкио Мишима и Масакацу Морита по време на техните сеппуку на 25 ноември 1970 г.
Роден е на 15 август 1947 г. Учи право в Университета на Канагава и възнамерява да стане адвокат.
Кога е известен с прякора Фуру Кога, отличаващ го от друг член на „Татенокай“ на име Масайоши Кога (Masoyashi Koga), който от своя страна получава прякора Чиби Кога (на японски: 小賀 [Chibi-Koga]). Умело практикува кендо (владеене на меч).
Според първоначалния план Мишима трябвало да бъде обезглавен от Масакацу Морита, студентския лидер на „Татенокай“. Морита обаче не бил обучен да борави с меч и не се справя със задачата, поради което се намесва Кога, за да я изпълни. След това Кога обезглавява Морита като част от неговото сепуку.
Хироясу Кога, Масайоши Кога и Масахиро Огава, всички членове на „Татенокай“, отиват на съд на 24 март 1971 г. Изправени са пред обвинения в телесна повреда, насилие, незаконно притежание на огнестрелно оръжие и мечове и съучастие в самоубийство. Те са намерени за виновни и осъдени на 4 години наказателен труд, но са освободени няколко месеца по-късно за добро поведение.
След 2005 г. се появяват сведения, че след изтърпяването на наказанието си Кога е станал шинтоистки свещеник в храм на остров Шикоку. Други смятат, че вместо това е станал глава на клона на Сейчо но Йе на Хокайдо и е сменил името си на Хироясу Аречи (Hiroyasu Arechi). Също така се предполага, че се установява в Кумамоо.